# Brakkvíz
A brakkvíz vagy félsósvíz olyan víz, amelynek a sótartalma nagyobb, mint az édesvízé, de kisebb, mint a tengervízé. A brakkvíz egy literében 0,5–30 gramm só található (ezt leggyakrabban ezrelékben fejezzük ki: 0,5–30‰). A „félsós” pontosan meg nem határozható paraméter. A természetben előforduló brakkvizek többségének jellemzője, hogy térben és időben jelentősen változhat a sótartalmuk. A kifejezés a „sós” jelentésű régi holland brak szóból ered.

## Keletkezése
Brakkvíz keletkezhet édesvíz és tengervíz keveredésekor például tölcsértorkolatokban, vagy jelen lehet fosszilis víz formájában. A földtörténet során jelentős brakkok keletkeztek tengerszintcsökkenéssel (regresszió) vagy térszínemelkedéssel. Ha a brakkok képződése lassú, endemikus élőlénytársulások jönnek létre bennük.
Emberi tevékenység is létrehozhat brakkvizet, például ilyen a garnélarákfarmok építése, valamint az ozmotikus erőművek elsődleges mellékterméke szintén a brakkvíz. Az ilyen vizek veszélyt jelenthetnek a környezetre: sok szárazföldi növény számára károsak.

## Brakkvizes élőhelyek

### Torkolatok

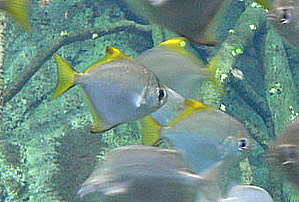
Egy brakkvízben élő halfaj: Monodactylus argenteus

Leggyakrabban brakkvizes biotopok ott alakulnak ki, ahol a folyóvizek édesvize keveredik a tengervízzel. Ez a folyók torkolatában és a tengerpart szomszédos részein történik. A kevert víz mennyiségét és a keveredés mértékét nagyban helyi tényezők határozzák meg. Általános tényezőnek tekinthető az árapályjelenség.
Például a Londontól nyugatra lévő Teddington városánál van a határ a Temze folyó dagály által érintett és nem érintett szakaszai között. Ezen a részen azonban a sótartalom annyira alacsony, hogy édesvízről beszélhetünk, itt még teljes mértékben édesvízi halakat találunk, úgymint a domolykók, a bodorka, a ponty, a sügér vagy a csuka. Battersea és Gravesend között a Temze vize brakkvíz. Itt a felső szakaszon az édesvízi fajok száma egyre csökken, főleg a domolykó és bodorka található meg. Megjelennek az úgynevezett eurihalin fajok. Ezek jól bírják a sómennyiség ingadozását. Ilyenek például tengeripérfélék vagy a farkassügér. Ezután az édesvízi halak teljesen eltűnnek, és csak az eurihalin tengeri fajok vannak jelen. Gravesend után a víz sótartalma teljesen megfelel a tengervíznek, az eurihalin és sztenohalin tengeri fajok egyaránt megtalálhatóak. Ez utóbbiak érzékenyek a sótartalom változásaira. Ezen szakasz élővilága azonos a közeli Északi-tengerével. Ez az elrendeződés a folyóban élő vízinövényekre és gerinctelen állatokra is érvényes, mint ahogy minden hasonló torkolatra ez a jellemző.
A folyótorkolatok fontos állomáshelyei az anadrom és katadrom vándorló halaknak egyaránt, úgymint a lazac vagy az angolna. Ezek a halak itt csoportosulnak, és idejük van a megváltozott sóarányhoz alkalmazkodni, mert a változások lassan érik őket.
Sok halfaj ide rakja ikráit, és a fiatal halak itt élnek és táplálkoznak, mielőtt egy bizonyos kort elérnének.
A folyótorkolatok kitűnő horgászhelyek, valamint sok halfarmot itt létesítenek.

### Mangrovék

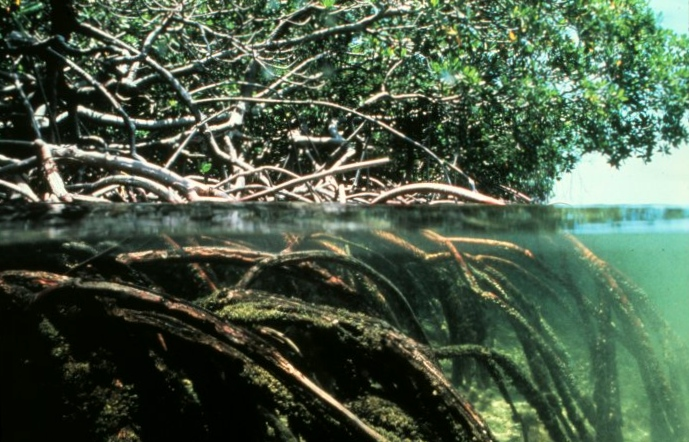
Mangrovemocsár

Egy másik fontos brakkvizes élőhely a mangroveerdők vagy tengerparti mocsárerdők ökoszisztémája. Ezek a mocsarak gyakran, bár nem minden esetben folyótorkolatoknál helyezkednek el, valamint lagúnák mentén, ahol a sótartalom folyamatosan változik. Tipikus félsós vízi halak a mangrovemocsarakban élő kúszógébek valamint a lövőhalfélék.
Ezek a területek a torkolatokhoz hasonlóan sok halfaj legfőbb ívóhelyei, mint például különböző tengeri sügéreké (Lutjanidae).

### Félsós tengerek és tavak
Egyes tengerek és tavak brakkvizűek. Ilyen például a Balti-tenger, mely a világ legnagyobb brakkvize. A Pleisztocén korban két folyórendszer egybeömlési területe volt, azóta összeköttetésbe került az Északi-tengerrel, de most is nagy az édesvíz-utánpótlása. Az Északi-tenger felől érkező víz sűrűsége sótartalma miatt nagyobb, mint az édesvízé. Ezért a Balti-tenger vizének két fő rétege van: egy felszíni, édesebb, valamint egy mély, sós réteg. A tengeráramlatok hiánya miatt a keveredés kis mértékű. A mélyben tengeri fajok élnek, mint például a tőkehal; a felszínen édesvíziek, mint a csuka.
A Kaszpi-tenger a világ legnagyobb tava, szintén brakkvizű. Sótartalma egyharmada a tengervízének. Itt él a kaszpi fóka és az ikrájukból készített értékes kaviárt miatt halászott valódi tokfélék.
A Fekete-tenger felszíni vize félsós (17–18 ezrelék). A mély, oxigén nélküli vízréteg a Földközi-tengerből származik.

### Brakkvizes lápok és mocsarak
Olyan helyeken keletkeznek, ahol egy sós mocsárba nagyobb mennyiségű édesvíz folyik, és egy bizonyos területen a sókoncentráció annyira hígul, hogy eléri a „félsós” értékeket. Ez gyakran tengerek közelében fordul elő sós mocsarakban, a folyótorkolatok mentén, és az árapályjelenséggel függ össze.

## A Pannon-tenger
A Kárpát-medence teljes egészében brakkmedence volt a Pannon-tenger idején. Létrejöttének oka, hogy egy nagy tengeröböl – illetve maradványtenger, a Paratethys – a miocén kárpáti ciklusának hegységképző mozgásai miatt egyre inkább lefűződött a nyílttengertől. A közvetlen tengeri kapcsolat megszűntével tójellegű lett, azaz már csak lefolyása volt, amelyen keresztül a beléömlő folyóvizek kiédesítették, átöblítették.

## Fordítás
- Ez a szócikk részben vagy egészben  a   Brackish water című angol Wikipédia-szócikk fordításán alapul.  Az eredeti cikk szerkesztőit annak laptörténete sorolja fel. Ez a jelzés csupán a megfogalmazás eredetét és a szerzői jogokat jelzi, nem szolgál a cikkben szereplő információk forrásmegjelöléseként.